# Helen Morgan (femme politique)
Pour les articles homonymes, voir Helen Morgan (homonymie).
Helen Margaret Lillian Morgan (née en 1975) est une femme politique libérale démocrate britannique et expert-comptable qui est députée du North Shropshire depuis 2021. Morgan est le premier libéral démocrate à représenter la circonscription, qui était auparavant un siège sûr conservateur.

## Jeunesse et carrière
Morgan est née en 1975 à Stone, Staffordshire. Elle déménage ensuite avec sa famille dans le Buckinghamshire et grandit dans cette région. Elle étudie l'histoire au Trinity College de Cambridge et obtient son diplôme en 1996.
Morgan est comptable agréé et, avant d'être élue au Parlement, travaille comme contrôleur financier pour une entreprise immobilière basée dans le North Shropshire. Auparavant, elle occupe des postes de responsable des prévisions de marge chez British Gas, de responsable du reporting financier chez Centrica et de responsable de l'audit chez KPMG.

## Carrière politique
Morgan commence sa carrière en politique en tant que conseillère paroissiale. Le 6 mai 2021, Morgan est candidate libéral démocrate aux élections du Conseil du Shropshire de 2021 pour la division unitaire des Meres et perd de justesse face au candidat conservateur par 23 voix.
Morgan est sélectionnée comme candidate libérale démocrate à l'élection partielle du North Shropshire le 16 novembre 2021. Elle s'était déjà présentée pour le siège aux élections générales de 2019 où elle a terminé troisième avec 10% des voix. Il est alors considéré comme un siège conservateur sûr car il est représenté par un membre du parti depuis 1983 dans sa forme actuelle. L'élection partielle est déclenchée après que son député sortant Owen Paterson ait annoncé le 4 novembre qu'il démissionnerait après que le Premier ministre Boris Johnson ait indiqué qu'il n'empêcherait plus sa suspension du parlement après avoir été reconnu coupable par un régulateur d'avoir enfreint les règles sur le lobbying. Le gouvernement a auparavant envoyé un whip à trois lignes aux députés conservateurs pour soutenir un amendement visant à empêcher la sanction de Paterson et à réviser la décision du régulateur, mais le lendemain, il renverse sa position. Les libéraux démocrates axent leur campagne sur cette affaire. Elle est élue le 16 décembre avec une majorité de 5 925 voix (15,6 %) sur un swing de 34,1 % du Parti conservateur. Le taux de participation est de 46,3 %.
Dans son discours de victoire, Morgan attaque le Premier ministre Boris Johnson et le gouvernement comme étant "menés sur des mensonges et des fanfaronnades", soulignant la controverse des fêtes de Noël de Westminster et la controverse sur la rénovation de Downing Street comme exemples de cela, et déclare que ses priorités seraient sur l'amélioration des soins de santé au niveau local et en soutenant la communauté agricole de la circonscription.

## Vie privée
Morgan court des semi-marathons pour collecter des fonds pour de nombreux organismes de bienfaisance et s'est portée volontaire comme administratrice d'une crèche locale. Morgan s'est marié en 2003 et a un fils. La famille vit à Harmer Hill ayant déménagé dans le North Shropshire en 2014.